# 徳島県立阿南工業高等学校
徳島県立阿南工業高等学校（とくしまけんりつ あなんこうぎょうこうとうがっこう）は、徳島県阿南市宝田町にかつて所在していた公立の工業高等学校。制度上男女共学であるが、全校生徒全員男子のみ在籍していた。

## 設置学科
2年次に各コースに分かれる
- 工業類
  - 機械電子コース
  - 電気コース
  - 情報土木コース
  - 理数コース

平成24年度からコース制を廃止し入学時に
- 機械科
- 電気科
- 建設科

の3つから選択して入試を受けるようになる。

## 男子のみの男女共学校
- 山形南高校と同じく、全校生徒全員男子であるが、制度上は男女共学。以前にも多少の女子生徒が在籍したもの、それ以降、女子生徒が在籍した事実もなく、実質的男子校継続へ。制服は金ボタン5個の詰襟学生服（標準型学生服）だったが、2017年度入学生からブレザーに改定された。学食も設置している。

## 沿革
- 1961年 - 発足
- 2017年 - 入学生からブレザー改定。
- 2018年4月1日 - 徳島県立新野高等学校と合併し徳島県立阿南光高等学校が開校。
- 2019年
  - 3月31日 - 阿南工業高等学校としての歴史が終わり、閉校。
  - 4月1日 - 阿南光高等学校宝田キャンパスとなる。

## 所在地
- 徳島県阿南市宝田町今市中新開10の6

## 主な出身者
- 森山暁生（プロ野球選手、中日）
- 條辺剛（元プロ野球選手、巨人）
- 田村隆信（競艇選手、85期のエース格。）
- 湯浅和也（プロレスラー）

## 学校周辺
- 国道55号
- 四国アイランドリーグplus徳島インディゴソックス阿南事務所
- 阿南宝田郵便局
- 阿南中央病院
- 隆禅寺
- 桑野川